# Merhan Karimi Nasseri

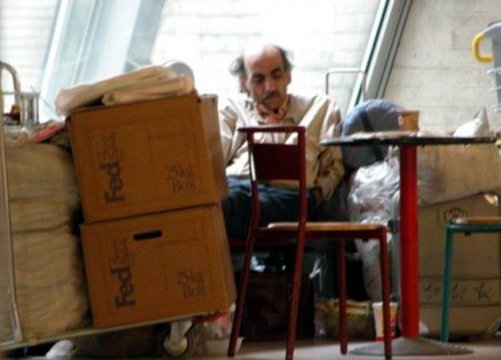
Mehran Karimi Nasseri

Mehran of Mehran Karimi Nasseri (Alfred Mehran) (Masjedsoleiman, 1945 – Le Mesnil-Amelot, 12 november 2022) was een Iraans asielzoeker die bekend geworden is als bewoner van de luchthaven Charles de Gaulle nabij Parijs. Nasseri, geboren in Iran, woonde daar sinds 26 augustus 1988, nadat hij bestolen was van zijn identiteitspapieren. Daardoor kwam hij gevangen te zitten in de internationale zone achter de douane. In 1999 zorgde zijn advocaat voor een verblijfsvergunning in Frankrijk, maar hij wilde zelf niet meer weg. 
In augustus 2006 moest Nasseri vertrekken naar het ziekenhuis in verband met een nog niet duidelijke ziekte.
Nasseri overleed op 76-jarige leeftijd op de luchthaven Charles de Gaulle.

## Film
In 2004 bracht filmregisseur en -producent Steven Spielberg de film The Terminal uit, gebaseerd op het verhaal van Nasseri. Nasseri heeft geld ontvangen voor de verkoop van de filmrechten, het zou gaan om een bedrag van 250.000 dollar.